# Whatagraph
Whatagraph（ワッタグラフ、Whatagraph B.V.）はAndrius Malinauskas, Justas Malinauskas, Tomas Malinauskasの三者によって2015年4月に設立されたIT企業である。
本社はオランダのアムステルダムに所在し、マーケティングデータの収集、可視化、共有を自動化するプラットフォームを取り扱っている。

## 会社沿革
Whatagraph社は2015年4月に、 Justas Malinauskas (CEO), Andrius Malinauskas (CSO), and Tomas Malinauskas (CFO)の三兄弟によって設立された。設立当初はGoogleアナリティクスに専念したレポート作成ツールであったが、2017年にデジタル広告代理店に向けたメジャーアップデートを行い様々なWeb分析プラットフォームへの対応をした。更に、2019年には約7800万円の資金調達を行った。ここではリトアニア最大級のVCファンドであるOpen Circle Capitalが半分を出資し、残りの資金は共同創業者たちが社内で調達した。2020年、更に約1億400万円のシード資金を調達し総額が約1億8000万円に達した。

## 製品
Whatagraphはデータの自動可視化機能により、広告分析やレポート作成の作業を簡素化することができるツールである。ソーシャルメディアやウェブサイトのコンテンツをインフォグラフィック形式のレポートに変換することができる。Facebook、Twitter、LinkedIn、Instagram、YouTube、Google Analytics、TikTok、Pinterestなど、30種類以上のデータソースから自動でデータを収集することができ、数クリックだけの直感的な操作によりノーコードでレポートを作成することができる。また、ドメイン、ロゴ、カラー、アイコンはすべて変更可能で自社独自のレポートにカスタマイズすることが可能である。さらに、URL生成によりシェアをすることで常に最新の情報を確認できレポーティング業務にかかる工数を大幅に削減することができる。